# Tolpis succulenta
Tolpis succulenta là một loài thực vật có hoa trong họ Cúc. Loài này được Lowe miêu tả khoa học đầu tiên năm 1868.